# La Cérémonie (Buffy)
Pour les articles homonymes, voir La Cérémonie.
La Cérémonie est un épisode en deux parties terminant la saison 3 de la série télévisée Buffy contre les vampires, écrit et réalisé par le créateur de la série, Joss Whedon. Il marque également le départ de la distribution principale de David Boreanaz et Charisma Carpenter, respectivement les interprètes d'Angel et de Cordelia Chase.  

## Résumé

### Partie 1
Alors que la cérémonie de remise des diplômes approche, Buffy envisage de ne pas s'y rendre, préférant privilégier l'empêchement de l'Ascension. Mais elle apprend par Alex que le Maire en personne sera présent et leur remettra leurs diplômes. La nuit venue, Faith assassine, sur ordre du Maire, un professeur en volcanologie. Le lendemain, le Maire félicite sa protégée et l'invite à la cérémonie. Buffy soupçonne Faith d'être à l'origine de l'assassinat, relayé dans la presse, et Giles et Wesley pensent que la victime devait savoir quelque chose de compromettant pour le Maire. Les recherches sur ses projets avancent lentement jusqu'à ce que, en discutant avec Anya, Alex évoque l'Ascension. Anya révèle alors au groupe qu'elle a déjà assisté à une Ascension huit cents ans auparavant, et que le Maire est probablement un sorcier qui se transformera à l'issue de la cérémonie en un Pur-démon, une créature d'une taille gigantesque. Sur ces entrefaites, le Maire, présent au lycée pour superviser l'installation de la scène avec le principal Snyder, survient dans la bibliothèque et menace le groupe. Prenant peur, Buffy persuade sa mère à quitter la ville le temps de la cérémonie, alors qu'Oz essaie de réconforter Willow, qui n'arrive pas à trouver un moyen d'arrêter l'évènement. Le couple finit par faire l'amour pour la première fois.     
A l'appartement du volcanologue, Buffy est rejointe par Angel, et les deux se disputent, la Tueuse ne supportant pas le fait de le voir alors qu'il a décidé de quitter la ville. Mais alors qu'ils sont sortis dans la rue, le vampire est transpercé par une flèche empoisonnée tirée par Faith, qui souhaite éloigner le groupe de l'Ascension. Alors que le vampire est soigné à la bibliothèque, Wesley découvre que le volcanologue tué par Faith avait trouvé une gigantesque carcasse sous un volcan. Ils en déduisent avec Giles qu'elle appartient à un démon semblable à ce que le Maire va devenir. L'état d'Angel se dégradant, Buffy s'inquiète et Wesley contacte le Conseil afin de connaitre le poison utilisé et son antidote. Faith rentre faire son rapport au Maire et son employeur, qui doit se livrer au rituel de Gavrock (qui consiste à dévorer des araignées sorties de la boîte du même nom). Il ordonne à sa protégée d'aller se reposer, afin d'être prête pour l'Ascension.   
Pendant que le groupe fait ses propres recherches sur le poison d'Angel, Anya décide de quitter Sunnydale, et propose à Alex de l'accompagner, puisque d'après elle, rien ne peut arrêter l'Ascension. Le garçon refuse, préférant aider ses amis. Au chevet d'Angel, Buffy apprend par Wesley que non seulement le Conseil refuse de les aider, mais qu'il ordonne à Buffy de laisser le vampire mourir. Furieuse, la Tueuse décide de ne plus obéir aux ordres du Conseil et de Wesley, avec le soutien de Giles. Oz finit par découvrir que l'antidote au poison utilisé consiste, pour un vampire, à boire le sang d'une Tueuse. Buffy se met alors en chasse et retrouve Faith dans son appartement. Un rude combat s'engage entre les deux Tueuses et se termine sur le bord du toit de l'immeuble. Alors qu'elle allait être jetée du haut de l'immeuble, Buffy poignarde Faith avec la dague que le Maire lui avait offerte. Mais la seconde Tueuse donne un coup de poing à la première, et, voyant un camion s'engager dans la rue, s'y laisse tomber, inconsciente. Buffy ne peut que regarder alors sa seule chance de sauver Angel s'éloigner.  

### Partie 2
Buffy quitte l'appartement de Faith, peu de temps avant l'arrivée du Maire. Persuadé qu'elle est encore en vie, il ordonne à ses sbires de la retrouver. Buffy, elle, retourne voir Angel, soigné par Willow et Oz. Elle force alors Angel à boire son sang pour arrêter le poison. Mais le vampire en boit trop, et, s'il est guérit, la Tueuse tombe dans un léger coma. Angel l'emmène à l'hôpital, ou Buffy est prise en charge. Mais il s'avère qu'elle est installé dans la chambre voisine de Faith, dans laquelle un médecin annonce au Maire, bouleversé, qu'elle se trouve dans un profond coma du fait de ses blessures, et dont elle pourrait bien ne jamais se réveiller. Découvrant que Buffy est juste à côté, il tente de la tuer en l'étouffant, mais en est empêché par l'intervention d'Angel. Ce dernier est ensuite chassé de l'hôpital par les amis de Buffy après leur avoir avoué qu'il a bu son sang. 
Les deux Tueuses font ensuite un rêve commun. Durant la conversation, dans l'appartement de Faith, cette dernière fait plusieurs annonces à Buffy de façon cryptique, dont celle que le Maire ne peut être vaincu qu'en étant piégé avec sa faiblesse humaine. Buffy sort de son coma et, passant dans la chambre où Faith est inconsciente, lui donne un baiser sur le front pour la remercier de l'avoir aidée dans son rêve. Elle réunit le Scooby-gang et leur expose son plan pour empêcher l'Ascension, rejoint par Wesley, pendant que le Maire expose le sien à ses propres sbires. Les membres du groupe réunissent plusieurs de leurs camarades, et Buffy et Angel discutent ensemble une dernière fois, le vampire réitérant son intention de quitter la ville après l'Ascension sans faire ses adieux à la Tueuse.  
Le jour de l'Ascension, lors de la remise des diplômes au lycée, le Maire commence son discours, et, lors d'une éclipse solaire, se change en un gigantesque serpent, pendant que ses sbires vampires prennent à revers les personnes présentes pour leur couper toute retraite. Buffy met alors en oeuvre son plan : tous les élèves de la promotion sortent alors les armes qui leur ont été données et participent au combat contre le Maire et ses vampires. Pendant l'affrontement, le proviseur Snyder est dévoré par le Maire et plusieurs lycéens (Larry, Harmony...) sont tués par les vampires. Tandis qu'Alex et Angel conduisent les diplômés dans leur combat, à distance et au corps-à-corps, Buffy montre au Maire la dague qu'il avait offert à Faith et avec laquelle elle l'a poignardé et le nargue, le poussant à la pourchasser jusqu'à l'intérieur du lycée. Arrivée à la bibliothèque, préalablement remplie d'explosifs, elle saute par une fenêtre et Giles déclenche l'explosion, qui tue le Maire sur le coup et détruit le lycée. Après la bataille, les blessés sont soignés par les pompiers, et Giles donne à Buffy son diplôme, qu'il a sauvé de la destruction. La Tueuse aperçoit également Angel au loin, et, après qu'ils aient échangé un regard, le vampire quitte Sunnydale sans dire un mot. Buffy rejoint ensuite ses amis, et tous contemplent les ruines de leur lycée et la fin de tout un pan de leur vie.  

## Production
Juste avant la première diffusion de la deuxième partie de l'épisode, prévue le 25 mai 1999, les responsables de The WB ont décidé de reporter celle-ci en raison des scènes montrant les lycéens armés se battant contre le maire et ses vampires lors de la cérémonie de remise des diplômes, ceci alors que la fusillade de Columbine s'était déroulée un mois auparavant. La diffusion de l'épisode Voix intérieures avait déjà été annulée pour des raisons similaires. Joss Whedon ainsi que plusieurs acteurs de la série se sont élevés contre ce report, Seth Green expliquant notamment qu'il était agacé que les autorités mettent la violence dans les lycées sur le compte de la télévision, du cinéma ou de la musique au lieu de remettre en cause la facilité à se procurer des armes à feu. L'épisode a finalement été diffusé le 13 juillet 1999 mais comme sa diffusion avait été maintenue à sa date originelle au Canada, de nombreuses copies pirates de celui-ci avaient déjà circulé via internet.